# Tingša

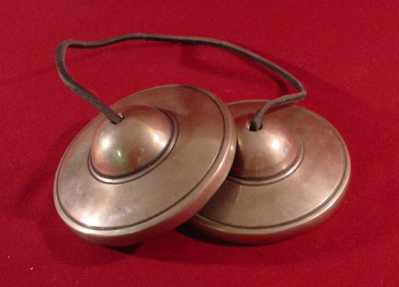
Tingša

Tingša (tibetsky ཏིང་ཤགས་) je dvojice malých činelů, používaný v tibetském buddhismu mnichy při modlitbách, meditacích a rituálech.
Činely bývají odlity z bronzu, mívají průměr 6 - 10 cm a silné stěny. Dvojice činelů je spojena provázkem z kůže či krátkým řetízkem. Vzájemným úderem vzniká vysoký, dlouho doznívající zvuk.
Ač se jedná o rituální předměty, používají se činely Tingša dnes též jako hudební nástroje.